# Caratê nos Jogos Pan-Americanos de 2023 - Até 84 kg masculino
A categoria até 84 kg masculino do caratê nos Jogos Pan-Americanos de 2023 foi disputada em 4 de novembro de 2023 no Centro de Esportes de Contato, em Ñuñoa. Um total de nove caratecas, cada um representando um Comitê Olímpico Nacional (CON), participaram do evento.

## Medalhistas
| Ouro   | ECU José Acevedo                      |
| Prata  | COL Rubén Henao                       |
| Bronze | ESA Jorge Merino USA Saisheren Senpon |

## Resultados

### Fase de grupos
Os nove caratecas foram divididos em dois grupos, onde cada um enfrenta seus adversários dentro grupo. Os dois primeiros de cada um avançam para as semifinais.

#### Grupo A
| Pos. | Carateca            | V | D | Pts |
| ---- | ------------------- | - | - | --- |
| 1    | COL Rubén Henao     | 3 | 0 | 9   |
| 2    | ECU José Acevedo    | 2 | 1 | 6   |
| 3    | MEX Pablo Benavides | 1 | 2 | 3   |
| 4    | PAR Jesús Servin    | 0 | 3 | 0   |

|                  | Resultado |                     |
| ---------------- | --------- | ------------------- |
| ECU José Acevedo | 1–8       | COL Rubén Henao     |
| PAR Jesús Servin | 3–4       | MEX Pablo Benavides |
| ECU José Acevedo | 9–2       | PAR Jesús Servin    |
| COL Rubén Henao  | 4–1       | MEX Pablo Benavides |
| ECU José Acevedo | 7–4       | MEX Pablo Benavides |
| COL Rubén Henao  | 4–1       | PAR Jesús Servin    |

#### Grupo B
| Pos. | Carateca              | V | D | Pts |
| ---- | --------------------- | - | - | --- |
| 1    | ESA Jorge Merino      | 4 | 0 | 12  |
| 2    | USA Saisheren Senpon  | 3 | 1 | 9   |
| 3    | CHI Fabián Huaiquiman | 2 | 2 | 6   |
| 4    | PUR Tomás Greer       | 1 | 3 | 3   |
| 5    | EAI Brandon Ramírez   | 0 | 4 | 0   |

|                       | Resultado |                       |
| --------------------- | --------- | --------------------- |
| CHI Fabián Huaiquiman | 4–2       | PUR Tomás Greer       |
| USA Saisheren Senpon  | 0–3       | ESA Jorge Merino      |
| EAI Brandon Ramírez   | 0–0*      | ESA Jorge Merino      |
| PUR Tomás Greer       | 2–3       | USA Saisheren Senpon  |
| CHI Fabián Huaiquiman | 2–5       | USA Saisheren Senpon  |
| EAI Brandon Ramírez   | 0–0*      | PUR Tomás Greer       |
| CHI Fabián Huaiquiman | 1–9       | ESA Jorge Merino      |
| EAI Brandon Ramírez   | 0–0*      | USA Saisheren Senpon  |
| EAI Brandon Ramírez   | 0–0*      | CHI Fabián Huaiquiman |
| PUR Tomás Greer       | 2–3       | ESA Jorge Merino      |

### Fase final
Os vencedores das semifinais disputam a medalha de ouro, enquanto os perdedores conquistam automaticamente as medalhas de bronze.
|  | Semifinais           | Semifinais       |   |  | Final           | Final |  |
|  |                      |                  |   |  |                 |       |  |
|  |                      |                  |   |  |                 |       |  |
|  | COL Rubén Henao      | 7                |   |  |                 |       |  |
|  | USA Saisheren Senpon | 2                |   |  |                 |       |  |
|  |                      |                  |   |  |                 |       |  |
|  |                      |                  |   |  |                 |       |  |
|  |                      |                  |   |  | COL Rubén Henao | 2     |  |
|  |                      | ECU José Acevedo | 3 |  |                 |       |  |
|  |                      |                  |   |  |                 |       |  |
|  |                      |                  |   |  |                 |       |  |
|  |                      |                  |   |  |                 |       |  |
|  |                      |                  |   |  |                 |       |  |
|  | ESA Jorge Merino     | 1                |   |  |                 |       |  |
|  | ECU José Acevedo     | 5                |   |  |                 |       |  |